# Eriogynia pectinata
Eriogynia pectinata är en rosväxtart som beskrevs av William Jackson Hooker. Eriogynia pectinata ingår i släktet Eriogynia och familjen rosväxter. Inga underarter finns listade i Catalogue of Life.